# Canya comuna
La canya comuna (Arundo donax) és una espècie de planta de canyes que pertany a la família Poaceae, subfamília de les Arundinoideae, del gènere Arundo, tribu de les Arundineae. És una planta autòctona de l'est i sud d'Àsia, i probablement també de parts del nord d'Àfrica i de la península Aràbiga.
S'ha plantat i naturalitzat en les regions de clima temperat suau, subtropicals i tropicals dels dos hemisferis (Herrera i Dudley 2003), especialment a la conca del Mediterrani, Califòrnia, l'oest del Pacífic i el Carib. Forma grups densos en zones pertorbades, dunes de sorra, aiguamolls i vegetació de ribera. Als espais naturals de Catalunya i la península Ibèrica, com en altres llocs d'Europa, la canya de sant Joan és considerada com una espècie invasora amb un impacte negatiu sobre la biodiversitat i la qualitat del paisatge. Considerada per la Unió Internacional per a la Conservació de la Natura una de les 100 més perilloses i nocives invasores a escala mundial per la seva capacitat de desplaçar la vegetació nadiua. Per la seva robustesa, disminueix la capacitat de desguàs dels rius i canals.

## Característiques
És una planta de ribera que viu a prop de l'aigua i mai a dins, amb les tiges aèries fistuloses que s'anomenen canyes, de 2 a 3 cm de diàmetre, molt rústica, pot arribar a més de 10 metres d'alçada, amb fulles afilades, amples de 3 a 5 cm. Floració bianual i estèril, es reprodueix per esqueixos de rizomes. És l'herba més gegant de la Mediterrània. També és la planta amb flor més arcaica al Mediterrani, de l'era terciària. Se la pot considerar un dinosaure vegetal.

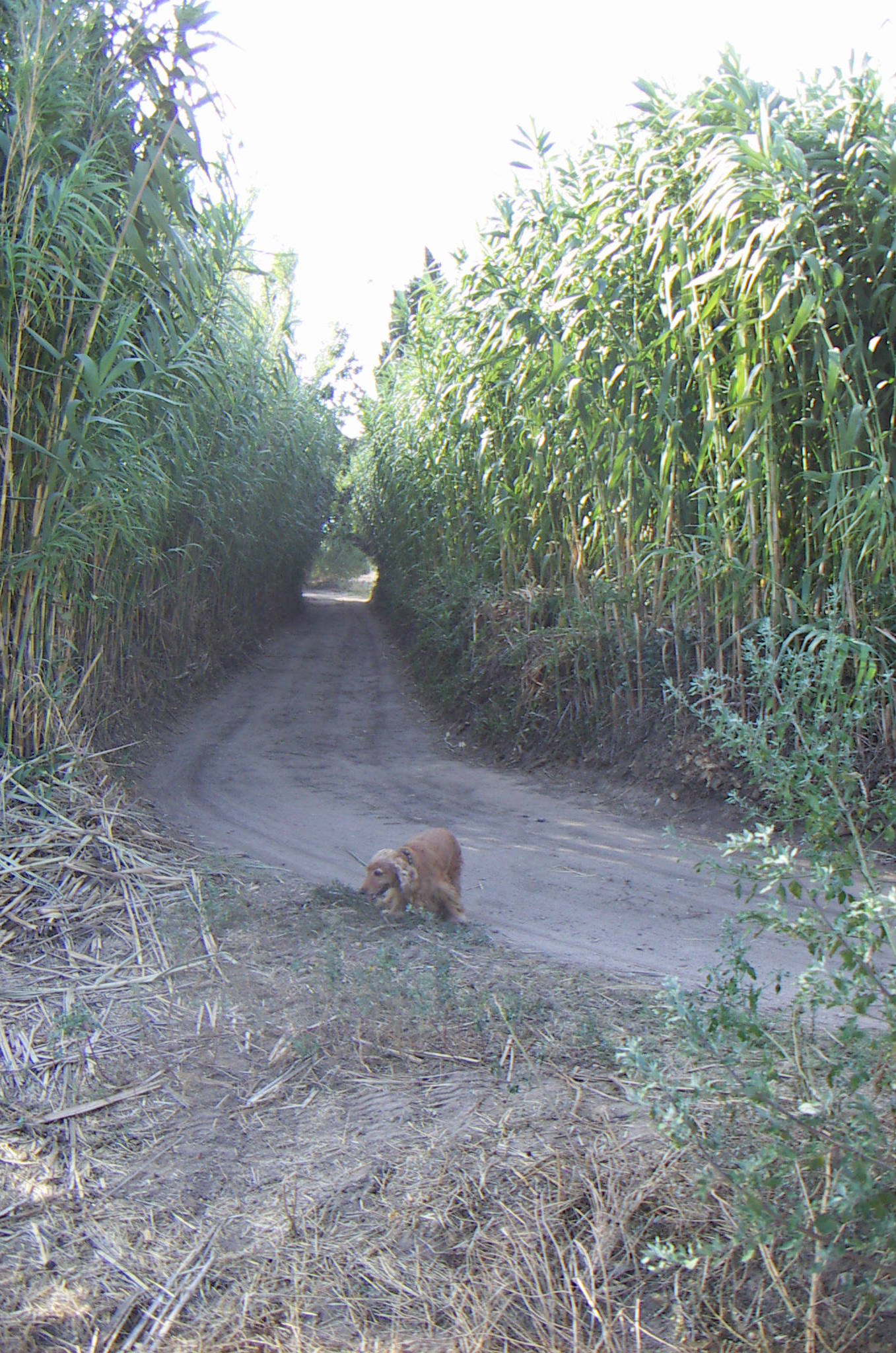
Camí ple de canyes de sant Joan
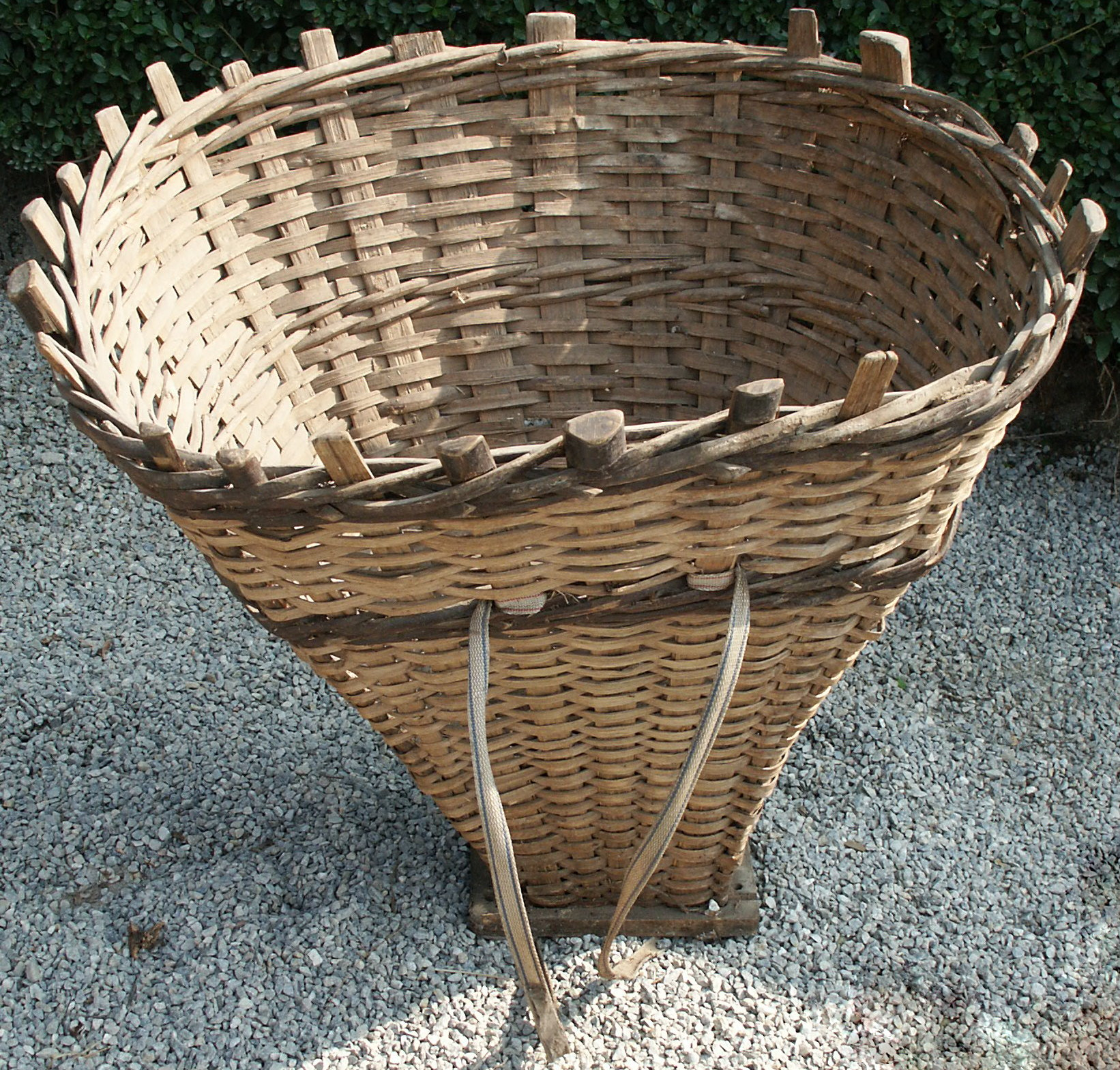
Gorg de canya i vímet
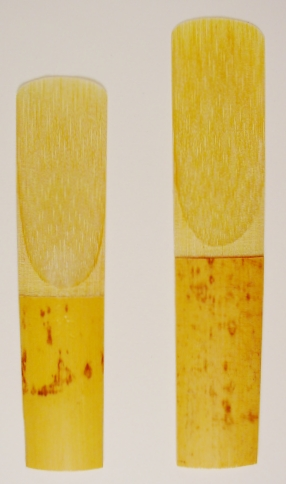
Canyes de saxo alt i tenor

## Taxonomia

### Sinonímia
- Arundo donax var. variegata
- Arundo mediterranea Danin
- Arundo longifolia Salisb. ex Hook. f.
- Arundo coleotricha (Hack.) Honda
- Arundo scriptoria L.
- Arundo latifolia Salisb.
- Arundo triflora Roxb.
- Arundo hellenica Danin, Raus & H. Scholz
- Arundo glauca Bubani
- Arundo donax var. versicolor
- Arundo sativa Lam.
- Arundo donax var. procerior
- Arundo donax var. lanceolata
- Arundo donax var. coleotricha
- Arundo donax var. barbigera
- Arundo donax var. angustifolia
- Arundo coleotricha var. versicolor
- Arundo bambusifolia Hook. f.
- Arundo aegyptiaca E.Vilm.
- Arundo aegyptia Delile
- Arundo versicolor Mill.
- Arundo coleotricha var. barbigera
- Arundo donax f. versicolor
- Donax bifarius (Retz.) Spreng.
- Donax sativus C.Presl
- Donax donax (L.) Asch. & Graebn.
- Donax versicolor (Mill.) P.Beauv.
- Donax bengalensis (Retz.) P. Beauv.
- Donax arundinaceus P. Beauv.
- Cynodon donax (L.) Raspail
- Amphidonax bifaria (Retz.) Steud.
- Amphidonax bengalensis (Retz.) Steud.
- Aira bengalensis (Retz.) J.F. Gmel.
- Arundo collina subsp. hellenica
- Scolochloa arundinacea (P.Beauv.) Mert. & W.D.J.Koch
- Scolochloa donax (L.) Gaudin[5]